# ذلب حزمي
ذلب حزمي (الاسم العلمي:Sansevieria fasciata) هو نوع من النباتات يتبع جنس الذلب من الفصيلة الهليونية.